# 雷亚·西尔维亚

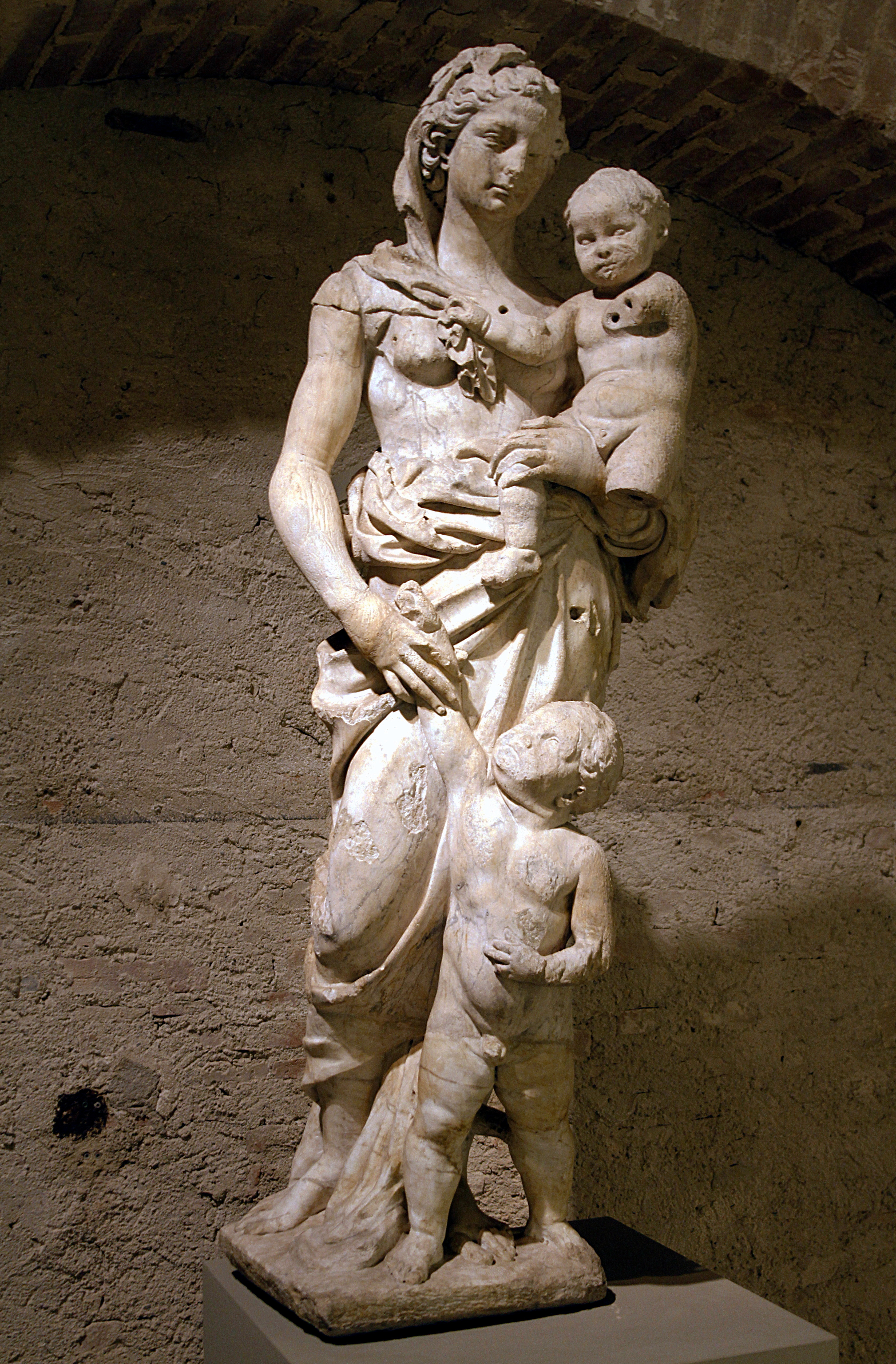
雷亚·西尔维亚

雷亚·西尔维亚（拉丁語：Rhea Silvia）是罗马神话中建立罗马市的罗穆卢斯和瑞摩斯兄弟的母亲。雷亚具有特洛伊王室的血緣，相傳她與戰神交合，生下了羅穆盧斯和瑞摩斯兩兄弟。